# Campionati del mondo di atletica leggera 2005 - Lancio del martello femminile
La gara di lancio del martello femminile ai Campionati del mondo di atletica leggera di Helsinki 2005 si è disputata nelle giornate del 10 agosto (qualificazioni) e 12 agosto (finale).

## Podio
| Posizione | Atleta            | Paese   |
| --------- | ----------------- | ------- |
| Oro       | Yipsi Moreno      | Cuba    |
| Argento   | Tatyana Lysenko   | Russia  |
| Bronzo    | Manuela Montebrun | Francia |

## Qualificazioni

### Gruppo A
| Pos. gruppo | Pos. globale | Nome                  | Nazione     | Tentativi | Tentativi | Tentativi | Misura (m) | Note |
| Pos. gruppo | Pos. globale | Nome                  | Nazione     | 1         | 2         | 3         | Misura (m) | Note |
| ----------- | ------------ | --------------------- | ----------- | --------- | --------- | --------- | ---------- | ---- |
| 1           | 1            | Yipsi Moreno          | Cuba        | 72,67     | —         | —         | 72,67      |      |
| 2           | 3            | Tatyana Lysenko       | Russia      | 71,14     | —         | —         | 71,14      |      |
| 3           | 4            | Kamila Skolimowska    | Polonia     | 69,26     | 70,28     | —         | 70,28      |      |
| 4           | 6            | Mihaela Melinte       | Romania     | 67,83     | 68,31     | 66,63     | 68,31      |      |
| 5           | 7            | Clarissa Claretti     | Italia      | 63,06     | 68,21     | 66,39     | 68,21      |      |
| 6           | 11           | Zhang Wenxiu          | Cina        | X         | 66,73     | X         | 66,73      |      |
| 7           | 12           | Nataliya Zolotukhina  | Ucraina     | 65,49     | 66,36     | 66,27     | 66,36      |      |
| 8           | 15           | Darya Pchelnik        | Bielorussia | X         | X         | 65,54     | 65,54      |      |
| 9           | 16           | Berta Castells        | Spagna      | X         | 63,56     | 65,50     | 65,50      |      |
| 10          | 20           | Éva Orbán             | Ungheria    | X         | 64,26     | 64,10     | 64,26      |      |
| 11          | 21           | Sini Pöyry            | Finlandia   | X         | 64,24     | X         | 64,24      |      |
| 12          | 24           | Bethany Hart          | Stati Uniti | 63,97     | 61,95     | X         | 63,97      |      |
| 13          | 27           | Cecilia Nilsson       | Svezia      | X         | 60,24     | 62,27     | 62,27      |      |
| 14          | 28           | Betty Heidler         | Germania    | X         | X         | 61,91     | 61,91      |      |
| —           | —            | Jennifer Dahlgren     | Argentina   | X         | X         | X         | nm         |      |
| —           | —            | Yekaterina Khoroshikh | Russia      | X         | X         | X         | nm         |      |
| —           | —            | Kathrin Klaas         | Germania    | X         | X         | X         | nm         |      |

### Gruppo B
| Pos. gruppo | Pos. globale | Nome                  | Nazione           | Tentativi | Tentativi | Tentativi | Misura (m) | Note |
| Pos. gruppo | Pos. globale | Nome                  | Nazione           | 1         | 2         | 3         | Misura (m) | Note |
| ----------- | ------------ | --------------------- | ----------------- | --------- | --------- | --------- | ---------- | ---- |
| 1           | 2            | Manuela Montebrun     | Francia           | 68,64     | 71,63     | —         | 71,63      |      |
| 2           | 5            | Iryna Sekachova       | Ucraina           | 67,08     | 68,55     | X         | 68,55      |      |
| 3           | 8            | Susanne Keil          | Germania          | 67,82     | X         | X         | 67,82      |      |
| 4           | 9            | Erin Gilreath         | Stati Uniti       | 67,41     | 63,15     | 65,19     | 67,41      |      |
| 5           | 10           | Candice Scott         | Trinidad e Tobago | 66,85     | 64,99     | 59,70     | 66,85      |      |
| 6           | 13           | Volha Tsander         | Bielorussia       | X         | X         | 66,07     | 66,07      |      |
| 7           | 14           | Ivana Brkljačić       | Croazia           | 65,63     | 63,62     | 65,32     | 65,63      |      |
| 8           | 17           | Amber Campbell        | Stati Uniti       | 61,20     | 65,48     | 61,43     | 65,48      |      |
| 9           | 18           | Stiliani Papadopoulou | Grecia            | 64,23     | 64,99     | 61,68     | 64,99      |      |
| 10          | 19           | Jennifer Joyce        | Canada            | 61,88     | X         | 64,34     | 64,34      |      |
| 11          | 20           | Shirley Webb          | Regno Unito       | X         | 64,16     | 63,91     | 64,16      |      |
| 12          | 21           | Eileen O'Keeffe       | Irlanda           | X         | 64,09     | 63,71     | 64,09      |      |
| 13          | 25           | Yunaika Crawford      | Cuba              | X         | 63,79     | X         | 63,79      |      |
| 14          | 26           | Yuka Murofushi        | Giappone          | 56,43     | 62,83     | X         | 62,83      |      |
| 15          | 29           | Amarilys Alméstica    | Porto Rico        | 56,66     | X         | X         | 56,66      |      |
| —           | —            | Gu Yuan               | Cina              | X         | X         | X         | nm         |      |
| —           | —            | Ester Balassini       | Italia            | X         | X         | X         | nm         |      |
| —           | —            | Olga Kuzenkova        | Russia            | X         | 71,97     | —         | 71,97      | dq   |

## Finale
| Posizione | Nome               | Nazione           | Tentativi | Tentativi | Tentativi | Tentativi | Tentativi | Tentativi | Misura (m) | Note |
| Posizione | Nome               | Nazione           | 1         | 2         | 3         | 4         | 5         | 6         | Misura (m) | Note |
| --------- | ------------------ | ----------------- | --------- | --------- | --------- | --------- | --------- | --------- | ---------- | ---- |
| 1         | Yipsi Moreno       | Cuba              | 70,39     | X         | 70,88     | 71,26     | 73,08     | 73,04     | 73,08      |      |
| 2         | Tatyana Lysenko    | Russia            | X         | 70,30     | 68,44     | 68,92     | 72,46     | 71,68     | 72,46      |      |
| 3         | Manuela Montebrun  | Francia           | 67,92     | 68,93     | 66,99     | 71,41     | 71,02     | 70,80     | 71,41      |      |
| 4         | Zhang Wenxiu       | Cina              | 68,16     | 65,90     | 68,31     | 69,82     | 66,68     | 68,53     | 69,82      |      |
| 5         | Iryna Sekachova    | Ucraina           | 69,65     | 67,26     | 67,59     | 68,62     | 68,08     | 68,15     | 69,65      |      |
| 6         | Kamila Skolimowska | Polonia           | 68,96     | 67,14     | 68,76     | 68,34     | 67,01     | X         | 68,96      |      |
| 7         | Candice Scott      | Trinidad e Tobago | 66,55     | 63,16     | 63,79     | X         | X         | 63,32     | 66,55      |      |
| 8         | Clarissa Claretti  | Italia            | X         | 64,28     | 64,76     |           |           |           | 64,76      |      |
| 9         | Erin Gilreath      | Stati Uniti       | 64,54     | 64,01     | 63,38     |           |           |           | 64,54      |      |
| 10        | Mihaela Melinte    | Romania           | 64,31     | X         | 63,94     |           |           |           | 64,31      |      |
| 11        | Susanne Keil       | Germania          | X         | X         | 63,25     |           |           |           | 63,25      |      |
| —         | Olga Kuzenkova     | Russia            | X         | 68,94     | 70,70     | 70,80     | 74,03     | 75,10     | 75,10 m    | dq   |